# تعلقه کشمور
تعلقه کشمور (به انگلیسی: Kashmore Taluka) یک تعلقه یا تحصیل در پاکستان است که در ایالت سند واقع شده‌است.